# 艾草銅金花蟲
艾草銅金花蟲（学名：Chrysolina aurichalcea）为金花蟲科銅金花蟲屬下的一个种。